# 대구현풍초등학교 현남분교
대구현풍초등학교 현남분교는 대한민국 대구광역시 달성군 현풍읍 지동길 31 (지리)에 있었던 공립 초등학교이다.

## 연혁
- 1939년 6월 15일 달남공립심상소학교 부설 자모간이학교 설립인가
- 1943년 4월 1일 현풍남부공립국민학교로 개교
- 1954년 10월 22일 현 교사로 이전
- 1964년 12월 12일 대구칠성국민학교와 자매결연
- 1985년 9월 1일 병설유치원 개원
- 1995년 1월 1일 대구시로 편입(대구현남국민학교)
- 1996년 3월 1일 대구현남초등학교로 개칭
- 1996년 9월 1일 전교생 급식 실시
- 1999년 3월 1일 대구현풍초등학교 현남분교장 격하
- 2007년 3월 1일 폐교

## 폐교 이후
폐교 이후, 학교 부지에는 한울안중학교가 2018년에 개교하였다.